# Dementor (hudební skupina)
Dementor je slovenská death metalová hudební skupina založená v roce 1988 v Púchově. Mezi zakládající členy patřili kytarista Roman Lukáč, baskytarista Luboš Gazdík a bubeník Roman Gazdík. Kapela je anti-křesťansky zaměřená, což kromě názvů desek dokládá i její logo, které obsahuje obrácený krucifix jako písmeno T.
Inspiracemi kapely byli např. američtí Cannibal Corpse, Morbid Angel a Deicide.
Dementor koncertovali s různými kapelami, např. v lotyšské Rize se Sanctimony (Lotyšsko), Tortharry (ČR), Neglected Fields (Lotyšsko), Ruination (Litva).
V roce 1992 vyšlo první demo The Extinction of Christianity a v roce 1994 první dlouhohrající nahrávka s názvem The Church Dies (na audiokazetě).

## Diskografie

### Dema
- The Extinction of Christianity (1992)
- Morbid Infection (1993)

### Studiová alba
- The Church Dies (1994)
- Kill the Thought on Christ (1997)
- The Art of Blasphemy (1999)
- Enslave the Weak (2001)
- God Defamer (2004)
- Faithless (2008)
- Damned (2011)
- Blasphemy Madness (2019)